# Coupe d'Europe des épreuves combinées 2008
Navigation
CE des épreuves combinées 2007 CE des épreuves combinées 2009
La 26e Coupe d'Europe des épreuves combinées s'est déroulée les 28 et 29 juin 2008. La Super Ligue a eu lieu à Hengelo aux Pays-Bas, tandis que les épreuves de première et deuxième divisions ont eu lieu respectivement à Jyväskylä en Finlande, et à Maribor en Slovénie.
La compétition, organisée sous l'égide de l'Association européenne d'athlétisme, a été remportée par la Biélorussie chez les hommes et l'Ukraine chez les femmes.

## Faits marquants
Au décathlon, le Biélorusse Andrei Krauchanka l'emporte avec 8585 points et permet à son pays de l'emporter également par équipes avec 24160 points, devant les Pays-Bas et la France. L'Espagne et la Belgique ferment la marche par équipes et sont donc reléguées en première division.
À l'heptathlon, la victoire individuelle revient à l'Ukrainienne Hanna Melnichenko. Par équipes, c'est l'Ukraine, qui s'impose. La Suisse est reléguée en première division, en compagnie de la Grèce.

## Résultats

### Individuels
| Rang | Pays        | Athlète                | Performance |
| ---- | ----------- | ---------------------- | ----------- |
| 1    | Biélorussie | Andrei Krauchanka      | 8585 pts    |
| 2    | France      | Romain Barras          | 7974 pts    |
| 3    | Estonie     | Andres Raja            | 7964 pts    |
| 4    | Biélorussie | Aliaksandr Parkhomenka | 7943 pts    |
| 5    | Pays-Bas    | Pelle Rietveld         | 7833 pts    |
| 6    | Pays-Bas    | Ludo van der Plaat     | 7774 pts    |
| 7    | Pays-Bas    | Ingmar Vos             | 7760 pts    |
| 8    | Russie      | Vasiliy Kharlamov      | 7735 pts    |

| Rang | Pays     | Athlète            | Performance |
| ---- | -------- | ------------------ | ----------- |
| 1    | Ukraine  | Hanna Melnichenko  | 6306 pts    |
| 2    | France   | A. Nana Djimou     | 6204 pts    |
| 3    | Pays-Bas | Jolanda Keizer     | 6105 pts    |
| 4    | Ukraine  | Lyudmyla Yosypenko | 6094 pts    |
| 5    | Russie   | Yana Panteleyeva   | 6019 pts    |
| 6    | Pologne  | Kamila Chudzik     | 5995 pts    |
| 7    | Russie   | Marina Goncharova  | 5983 pts    |
| 8    | Russie   | Yuliya Ignatkina   | 5978 pts    |

### Par équipes
| Rang | Pays        | Athlètes | Performance |
| ---- | ----------- | --- | ----------- |
| 1    | Biélorussie | Andrei Krauchanka (8585 pts) A. Parkhomenka (7943 pts) Mikalai Shubianok (7632 pts) Aliaksandr Korzun (7500 pts)    | 24160 pts   |
| 2    | Pays-Bas    | Pelle Rietveld (7833 pts) Ludo van der Plaat (7774 pts) Ingmar Vos (7760 pts) Adrian Saman (6143 pts)               | 23367 pts   |
| 3    | France      | Romain Barras (7974 pts) Julien Choffart (7703 pts) Franck Logel (7591 pts) Rudy Bourguignon (DNF)                  | 23268 pts   |
| 4    | Estonie     | Andres Raja (7964 pts) Madis Kallas (7552 pts) Tarmo Riitmuru (7515 pts) Mikk-Mihkel Arro (7195 pts)                | 23031 pts   |
| 5    | Russie      | Vasiliy Kharlamov (7735 pts) Aleksandr Kislov (7683 pts) Mikhail Logvinenko (7470 pts) Aleksandr Zyabrev (6498 pts) | 22888 pts   |
| 6    | Pologne     | Dawid Pyra (7611 pts) Marcin Drózdz (7521 pts) Lukasz Placzek (7244 pts) Karol Bodula (DNF)                         | 22376 pts   |
| 7    | Espagne     | David Gómez (7578 pts) Óscar González (en) (7387 pts) Álvaro Contreras (7087 pts) Agustín Félix (6858 pts)          | 22052 pts   |
| 8    | Belgique    | François Gourmet (DNF) Sébastien Hoffelt (DNF) Bruno Carton-Delcourt (DNF)                                          | -           |

| Rang | Pays        | Athlètes | Performance |
| ---- | ----------- | --- | ----------- |
| 1    | Ukraine     | Hanna Melnychenko (6306 pts) Lyudmyla Yosypenko (6094 pts) Viktoriya Dobrynska (5787 pts) Oksana Kuzminok (5688 pts) | 18187 pts   |
| 2    | Russie      | Yana Panteleyeva (6019 pts) Marina Goncharova (5983pts) Yuliya Ignatkina (5978 pts) Aleksandra Butvina (5752 pts)    | 17980 pts   |
| 3    | France      | A. Nana Djimou (6204 pts) Blandine Maisonnier (5676 pts) Yassmina Omrani (5602 pts) Alexandra Barlet (3617 pts)      | 17482 pts   |
| 4    | Pays-Bas    | Jolanda Keizer (6105 pts) Bregje Crolla (5673 pts) Remona Fransen (5249 pts) S. de Sevren Jacquet (5063 pts)         | 17027 pts   |
| 5    | Royaume-Uni | Phyllis Agbo (5689 pts) Grace Clements (5692 pts) Julie Hollman (5502 pts) Louise Hazel (4991 pts)                   | 16873 pts   |
| 6    | Pologne     | Kamila Chudzik (5995 pts) Karolina Szablewska (5078 pts) Kamila Sznabel (4725 pts)                                   | 15798 pts   |
| 7    | Suisse      | Claudine Müller (5570 pts) Fränzi Straubhaar (5295 pts) Ellen Sprunger (4910 pts) Simone Oberer (DNF)                | 15775 pts   |
| 8    | Grèce       | Aryiró Stratáki (5803 pts) Sofía Yerokósta (5085 pts) Evaggelía Galéni (4815 pts) Sofía Ifadídou (DNF)               | 15700 pts   |

## Première division
Chez les hommes, la Suède emmenée par Nicklas Wiberg (8040 pts), s'impose avec 22752 points, devant l'Ukraine (22346 points). Ces deux nations sont ainsi promues en Super League en 2009, tandis que la Hongrie et la Norvège sont reléguées en seconde division.
Chez les femmes, l'Italie et la Suède sont promues, réalisant respectivement 17062 et 16892 points. La Hongrie et la Lituanie rétrogradent en seconde division.

## Seconde division
Chez les hommes, la Lettonie s'impose avec 22928 points, devant la Suisse (22113 points). Ces deux nations sont ainsi promues en première division en 2009.
Chez les femmes, l'Espagne et la Lettonie sont promues, réalisant respectivement 16719 et 15600 points.